# Callopistria flabellum
Callopistria flabellum är en fjärilsart som beskrevs av Emilio Berio 1976/77. Callopistria flabellum ingår i släktet Callopistria och familjen nattflyn. Inga underarter finns listade i Catalogue of Life.